# Клейтон, Анжела
Анжела Хелен Клейтон, MBE (англ. Angela Helen Clayton; 1959 — 8 января 2014 года) — физик, работавшая в области физики ядерной безопасности. Она также была борцом за права трансгендерных людей.

## Карьера
Ее профессиональные достижения включали в себя:
- В течение нескольких лет занимала должность начальника отдела безопасности в Atomic Weapons Establishment[англ.];
- Была председателем рабочей группы по критичности (англ. Working Party on Criticality) в Великобритании;
- Была членом Рабочей группы по американскому национальному стандарту 8.15 — Контроль ядерной критичности специальных актинидных элементов (англ. Nuclear Criticality Control of Special Actinide Elements)[3], координируемой Американским ядерным обществом;
- Была участницей международного проекта по оценке критериев безопасности критичности;
- Была членом консультативных программных и технических комитетов для нескольких международных конференций по безопасности по ядерной критичности (напр., Международная конференция по безопасности по ядерной критичности (ICNC) 1991 - Великобритания, ICNC 2003 - Япония, ICNC 2007 - Россия)[4];
- Автор или соавтор нескольких опубликованных работ по различным аспектам безопасности критичности.

Она занимала различные должности в комитетах по безопасности и в группе по безопасности реакторов в компании Atomic Weapons Establishment. Интересовалась вопросами безопасности критичности и радиологической защиты.
Клейтон также принимала активное участие (на разных уровнях, от национального до локального) в деятельности профсоюзов, включая работу в консультативном подкомитете по пенсиям Национального исполнительного комитета (NEC), и была избрана доверенным лицом пенсионной системы AWE с 1 февраля 2009 года по 1 февраля 2011 года.
В марте 2011 года, после досрочного выхода на пенсию по медицинским показаниям из-за осложнений, вызванных ДТП, в которое она попала в 1996 году, она занималась различными видами деятельности, в том числе Клейтон занялась любительской астрономией.
Самая последняя ученая степень, которую она получила, была получена ею в области Права в Открытом университете, который она окончила в апреле 2009 года.

## Правозащитная деятельность
Клейтон — транс-женщина. Поскольку её ранний опыт взаимодействия с врачами стал для неё травмирующим, она начала переход без контроля со стороны медперсонала. Но через несколько лет она обратилась к врачам для проведения операции.
С 1999 года она была активистом в правозащитной организации Press for Change, а затем стала вице-президентом этой организации. Ее интерес к роли профсоюзов в обеспечении равенства для трансгендеров привел ее к тому, что она стала первым «транс-наблюдателем» в ЛГБТ-комитете Британского конгресса тред-юнионов. Она также участвовала в разработке и реализации Закона о признании пола 2004 года.
В июне 2005 года Клейтон стала членом ордена Британской империи «за услуги по гендерным вопросам». В феврале 2008 года Клейтон была спикером на Greater London LGBT Organising Day. В 2009 году она внесла вклад в «Документ о положении дел по транс-вопросам» (англ. Trans Data Position Paper) для Статистического управления Великобритании.